# Řád finského lva
Řád finského lva (finsky Suomen Leijonan ritarikunta, švédsky Finlands Lejons orden) je finské státní vyznamenání udělované za vojenské a civilní zásluhy. Řád by založen 11. září 1942 zákonem 747/1942 jako výraz snahy zachovat prestiž Řádu bílé růže a je dodnes udělován prezidentem Finské republiky.
Řád je udělován finským ale také cizím občanům a jeho velmistrem je prezident. Tvůrcem řádu byl finský klenotník Oskar Pihl.

## Vzhled řádu
Odznakem řádu je zlatý tlapatý kříž provedený v bílém smaltu. V jeho středu je umístěný medailonek s vyobrazením finského lva ve zlatě na červeném pozadí.
Hvězda řádu je stříbrná, pěticípá se středovým medailonkem se zlatým finským lvem na červeném pozadí. Hvězda se nosí na levé straně hrudi.
Stuha řádu je karmínově červená.

## Třídy
Řád je dnes udělován v celkem 7 různých třídách a uděluje se s meči (za vojenské zásluhy) a bez mečů (za civilní zásluhy). V době svého založení byl udělován jenom v celkem 5 třídách.
- Důstojník velkokříže
- Důstojník 1. třídy
- Důstojník
- Medaile Pro Finlandia (udělovaná umělcům)
- Rytíř 1. třídy
- Rytíř
- Záslužný kříž